# Dorcopsis hageni
Dorcopsis hageni é uma espécie de marsupial da família Macropodidae. Endêmica da Nova Guiné.